# 海洋秩序
海洋秩序（かいようちつじょ、英:international order of the seas）とは、海洋をめぐる国際秩序のことをいう。

## 近代における海洋秩序の形成過程
現代における海洋秩序の礎は、17世紀の海洋論争を契機として海洋の国際法である海洋法の成立したことによって築かれてきた。
以来、海洋は国家の支配の及ばない公海と国家の支配に属する領海の二元構造がとられてきた。しかし、古来より行われてきた漁業や通商に加え、大陸棚の海底資源の掘削等、海洋利用の多様化によって海洋の区分は多様化し、沿岸国の権利等も複雑化したため、国際連合などにおいて海洋法をめぐる国際会議によって海洋をめぐる権利等が論議されるようになり、1958年、第一次国連海洋法会議で「ジュネーブ海洋法四条約」が採択された。
しかし、領海などその他の海洋をめぐる権利に関して各国がそれぞれに独自の権利を主張し議論が続いたことから1982年、第三次国連海洋法会が開かれ、国連海洋法条約が採択され、1996年に発効した。これによって海洋紛争をめぐる国際司法機関である国際海洋法裁判所などが成立、海洋をめぐる国際紛争の平和的処理に向けた基盤が形成された。